# Literatura árabe

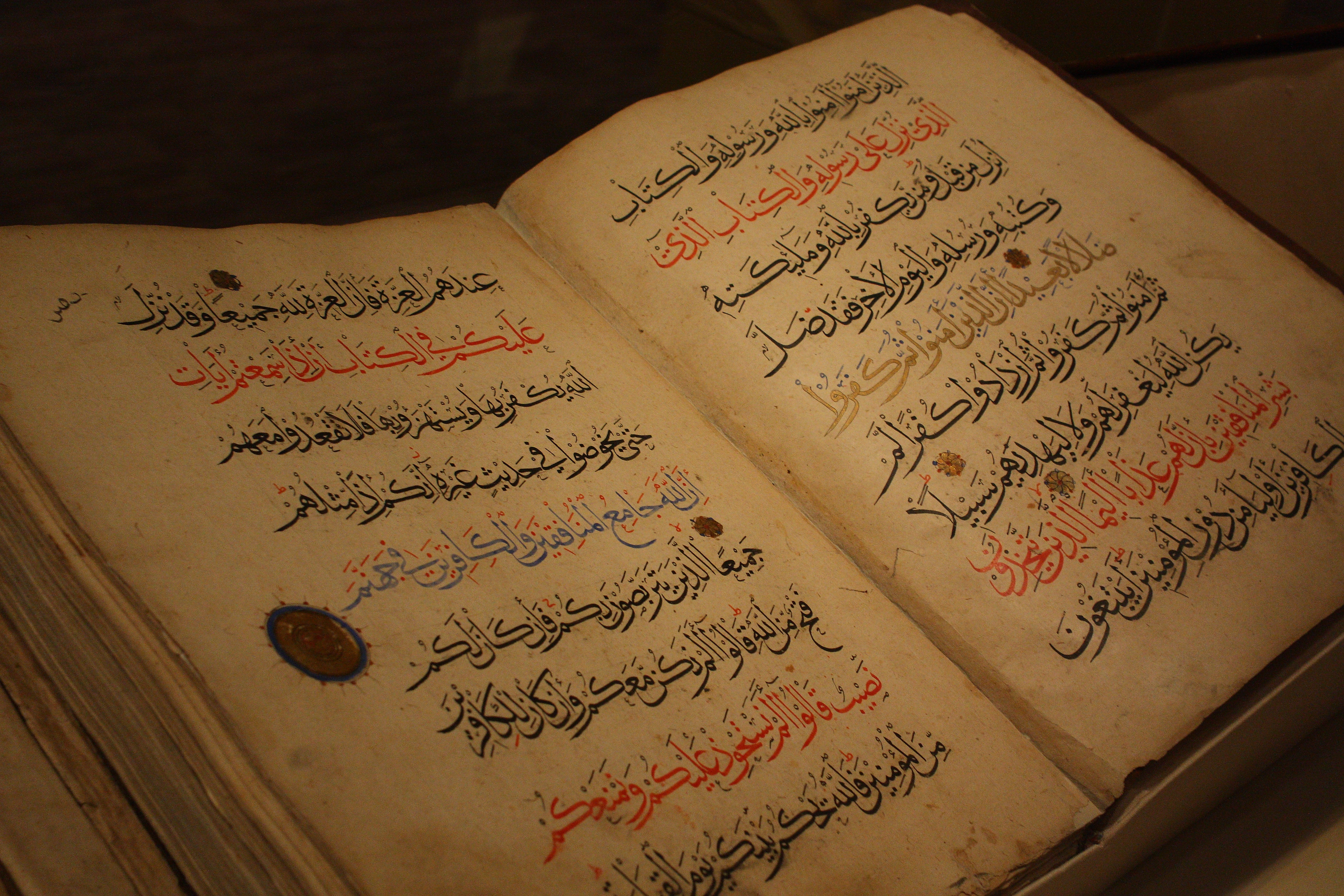
El Corán fue la primera obra importante y la más influyente de la literatura árabe.

La literatura árabe (en árabe, الأدب العربي al-ádab al-aárabi) es el conjunto de textos literarios escritos en lengua árabe; no es habitual, por tanto, incluir las obras que están escritas usando el alfabeto árabe pero no el idioma, como es el caso de la literatura persa y de la literatura en lengua urdu. 
La palabra árabe usada para literatura es ádab, que deriva de una palabra que significa "cuando alguien es educado" y que implica matices de cortesía, cultura y enriquecimiento personal. 
La literatura árabe emergió en el siglo VI, conservándose de fechas anteriores solo algunos fragmentos. El Corán, del siglo VII, es la principal fuente literaria de la cultura árabe y de su literatura.

## Literatura preislámica
El periodo anterior a la escritura del Corán y al auge del islam es conocido entre los musulmanes como Jahiliyyah, o periodo de la ignorancia. Aun cuando el término se refiere, especialmente, a la ignorancia religiosa, remite también a la escasa literatura escrita durante dicha etapa, aunque no a la literatura de tradición oral, la cual fue considerable; así, cuentos como el de Simbad y el de Antar bin Shaddad fueron, probablemente, frecuentes en el medio oral y fueron registrados por escrito más tarde. 
Las décadas finales del siglo VI, sin embargo, empezarían a mostrar el florecimiento de una tradición escrita vigorosa. Esta tradición se compilaría dos siglos después en las colecciones tituladas Mu'allaqat y Mufaddaliyat. Estas recopilaciones, no obstante, ofrecen una panorámica parcial de esa tradición, por cuanto están configuradas como antologías, preservando solo los mejores poemas, que, en muchas ocasiones, son fragmentos de poemas más extensos.

## El Corán y el islam

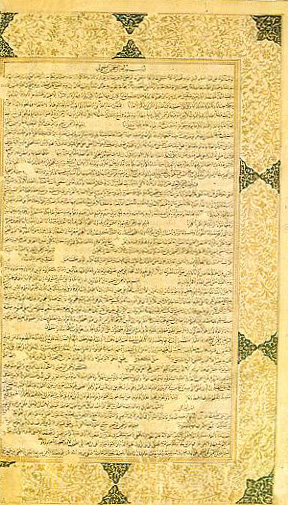
El Corán fue la primera obra importante y la más influyente de la literatura árabe.

El Corán tuvo una influencia significativa en la lengua árabe. La lengua usada en el Corán es considerada como árabe clásico y así, aunque el árabe moderno se haya alejado ligeramente de él, el clásico sigue siendo considerado el modelo lingüístico por antonomasia. 
El Corán no solo es la primera obra con una extensión significativa que utiliza la lengua árabe sino que también supone un enriquecimiento estructural respecto de las primitivas muestras de literatura árabe. Sus 114 suras o capítulos, que contienen un total de 6236 ayat (versos), así lo demuestran: en su interior, es posible encontrar doctrina jurídica, narraciones, homilías, parábolas, apelaciones directas a Dios, instrucciones e, incluso, comentarios acerca de cómo tiene que ser interpretado y leído el propio texto. Por lo demás, paradójicamente, es admirado tanto por sus metáforas como por su claridad, un rasgo que es mencionado explícitamente en la sura 16:103.
Aunque contiene partes en prosa y en verso, e incluso se aproxima en ocasiones a la prosa rimada o saj, el Corán es considerado al margen de estas clasificaciones, pues se asume que su texto es una revelación divina, llegando a ser visto por algunos musulmanes como eterno o no-creado. De esta percepción se deriva la doctrina i'jaz o de la inimitabilidad del Corán, lo que implica que nadie puede copiar el estilo de la obra ni tampoco intentarlo. 
Con todo, esta doctrina i'jaz, tan aparentemente restrictiva, solo tuvo unos efectos limitados para la literatura árabe, pues solo habría prohibido su escritura, con lo que la tradición oral quedaría perfectamente salvaguardada. El mismo Corán critica a los poetas en la sura 26, conocida como Ash-Shu'ara o Los Poetas:
Y en cuanto a los poetas, aquellos que se equivocan los siguen.
16:224
Así, pues, esta doctrina solo pudo haber ejercido influencia sobre los poetas preislámicos del siglo VI, cuya popularidad entre el pueblo pudo haber competido con la del mismo Corán. Consecuentemente, hubo una notable ausencia de poetas significativos hasta el siglo VIII. Una excepción relevante, con todo, fue Hassan ibn Thabit, que escribió poemas elogiosos a Mahoma y fue conocido como el poeta del profeta. 
Así como la Biblia ocupa un lugar importante en la literatura de otras lenguas, el Corán lo ocupa para la literatura árabe. Es la fuente de muchas ideas, alusiones y citas y su mensaje moral conforma muchas obras.
Aparte del Corán, el hadith o tradición acerca de lo que Mahoma dijo o hizo constituye otra fuente literaria importante. El corpus entero de estos hechos y palabras se denomina sunnah o camino, y aquellos que se consideraron como sahih o genuinos fueron compilados en el hadith. Algunas de las más significativas colecciones de hadith son las de Muslim ibn al-Hajjaj y Muhammad ibn Isma'il al-Bukhari.
El otro género importante de obras dentro de los estudios coránicos es el tafsir o comentarios sobre el Corán. 
Los escritos en árabe relacionados con la religión incluyen también muchos sermones y piezas devocionales, así como los dichos de Ali Ibn Abi Talib, que fueron reunidos en el siglo X como Nahj al-Balaghah o El pico de la elocuencia.

## Estudios islámicos

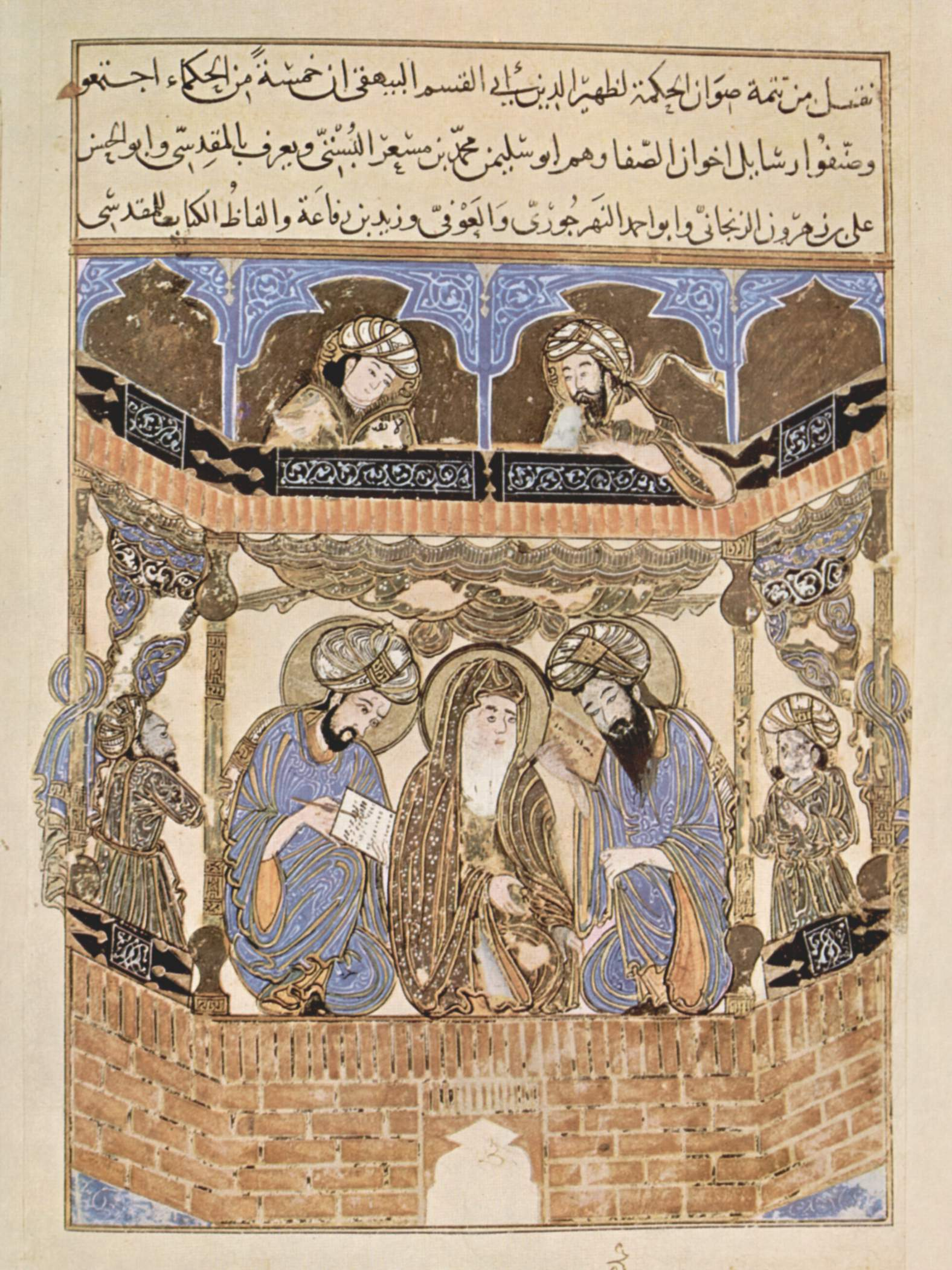
Manuscrito árabe del siglo XII de los "Hermanos de la Pureza", grupo de filósofos árabes (en árabe, Ikhwan Alsafa اخوان الصفا).

La investigación sobre la vida y época de Mahoma, y para determinar las partes genuinas de la sunnah, fue una de las primeras motivaciones importantes para investigar en o sobre la lengua árabe. Fue, también, la razón para la recolección de la poesía preislámica, dado que algunos de sus poetas estuvieron cerca del profeta—David, por ejemplo, conoció personalmente a Mahoma y se convirtió al islam y sus escritos iluminan la época en que los hechos tuvieron lugar. 
Mahoma inspiró, también, las primeras biografías árabes, conocidas como al-sirah al-nabawiyyah; la primera fue la de Wahb ibn Munabbih, pero Muhammad ibn Ishaq escribió la más conocida. Al tiempo que cubrían la vida del profeta, también contaban lo relativo a las batallas y acontecimientos del islam primitivo y realizaban numerosas digresiones sobre antiguas tradiciones bíblicas.
Algunas de las primeras obras que estudiaron la lengua árabe se iniciaron en nombre del islam. La tradición cuenta que el califa Ali, tras leer un Corán con errores, instó a Abu al-aswad al-Du'ali a escribir una obra en la que se codificase la gramática del árabe. Khalil ibn Ahmad, más adelante, escribiría Kitab al-Ayn, el primer diccionario de árabe, junto con obras sobre prosodia y música, y su pupilo Sibawayh produciría la obra más respetada de gramática árabe, conocida simplemente como al-Kitab o El Libro.
Otros califas ejercieron su influencia sobre el árabe como por ejemplo 'Abd al-Malik al convertirlo en la lengua oficial de la administración del nuevo imperio, y al-Ma'mun construyendo la Bayt al-Hikma o Casa de la Sabiduría, en Bagdad, para la investigación y la elaboración de traducciones. Basora y Kufa fueron otros dos importantes lugares de intelectualidad en el mundo árabe primitivo, entre los que existió una fuerte rivalidad.
Las instituciones creadas originariamente para investigar en profundidad la religión islámica fueron de gran importancia también en el estudio de muchos otros temas. El califa Hisham ibn Abd al-Malik fue una herramienta al servicio del enriquecimiento de la literatura al dar instrucciones a los estudiosos para que tradujesen distintas obras al árabe. La primera fue, probablemente, la correspondencia de Aristóteles con Alejandro el Grande, traducida por Salm Abu al-'Ala'. De Oriente, y en un género literario muy diferente, Abdullah Ibn al-Muqaffa tradujo las fábulas de animales del Panchatantra. Estas traducciones, especialmente las de la antigua Grecia, circularían por el ámbito intelectual europeo durante la Edad Media y las obras serían reintroducidas de nuevo en Europa por primera vez a partir de las versiones en árabe.

## Poesía árabe
Una parte importante de la literatura árabe anterior al siglo XX está en forma de poesía, llegando incluso a ocurrir que parte de la prosa esté llena de versos sueltos o en forma saj, prosa rimada. 
Los temas de la poesía van de exaltados himnos de alabanza a amargos ataques personales, y de ideas religiosas y místicas a poemas sobre sexo y vino. Un rasgo importante de la poesía, que podría igualmente ser aplicado a toda la literatura árabe, es la idea de que debía ser agradable al oído. La poesía, y mucha de la prosa, fue escrita con el objetivo de ser leída en voz alta, por lo que se tenía un gran cuidado en que todo fuese escrito lo más sonoramente posible; en este sentido, saj significaba, originalmente, el ruido que hace una paloma.
TIPOS DE POESÍA ÁRABE
Invectiva: era común entre los enemigos, los opuestos y entre los poetas. 
Panegírico (en árabe المديح): es un elogio para los gobernantes, y los dignatarios. Destaca el madih al profeta Muhammad.
Rithā’: Fue una de las artes más importantes de la poesía árabe, destacaba por la veracidad de los sentidos y la profundidad de los sentimientos y la afectuosidad de la expresión.
Al-i'tidar: Literalmente, la disculpa.
Al-ghazal: En la literatura árabe se trata de un poema cuya etimología está emparentada con las ideas de piropo, cumplido, etc.
Al-fajr o el Orgullo: en árabe الفخر Además de ser un hábito de los árabes en esta poesía el poeta se enorgullece de la genealogía y del origen aunque está religiosamente prohibido.

## Literatura de no-ficción

### Recopilaciones y manuales
A finales del siglo IX, Ibn al-Nadim, un librero de Bagdad, compiló una obra crucial para el estudio de la literatura árabe: Kitab al-Fihrist, un catálogo de todos los libros a la venta en Bagdad, por lo que ofrece un fascinante panorama del estado de la literatura en esa época.
Una de las formas más comunes de literatura durante el periodo Califato Abbasí fue la compilación. Se trataba de colecciones de hechos, ideas, historias instructivas y poemas, que trataban sobre un mismo tópico y que cubrían temas tan diversos como la casa y el jardín, las mujeres, los intrusos, los ciegos, la envidia, los animales y la avaricia. Las últimas tres compilaciones fueron escritas por al-Jahiz, el reconocido maestro del género. Estas colecciones fueron importantes para todo nadim, un asistente de un jefe o noble cuya función era, en ocasiones, acompañar a este con historias e informaciones para entretenerle o aconsejarle.
Un tipo de obras directamente relacionadas con las colecciones fueron los manuales, en lo que escritores como ibn Qutaybah ofrecían normas sobre etiqueta, burocracia, escritura, etc. Ibn Qutaybah también escribió una de las primeras historias de los árabes, aunando historias bíblicas, cuentos folclóricos árabes y diversos acontecimientos históricos.
El tema del sexo fue frecuentemente abordado por la literatura árabe. El ghazal, o poema de amor, tiene una larga historia, en la que el sexo aparece tanto en su vertiente tierna y sugerente, como en un tratamiento abiertamente explícito. En la tradición Sufí el poema de amor podía tener una importancia mayor, entrando en lo místico y religioso. Se escribieron también manuales de sexo, como es el caso de El jardín perfumado, Tawq al-hamamah (El collar de la paloma) de ibn Hazm y Nuzhat al-albab fi-ma la yujad fi kitab (Placer de los corazones que nunca se hallará en los libros) de Ahmad al-Tifashi. Entre estas obras, se encuentra también una como Rawdat al-muhibbin wa-nuzhat al-mushtaqin (El prado de los amantes y de la distracción de los encaprichados) de ibn Qayyim al-Jawziyyah, que advierte de cómo separar el amor de la lujuria y evitar el pecado.

### Biografía, historia y geografía

Manuscrito árabe de la Maqamat Al-Hariri مقامات الحريري anterior al. Yahya ibn Mahmud al-Wasiti

Además de las tempranas biografías sobre Mahoma, el primer gran biógrafo que privilegió la descripción del personaje antes que producir simplemente un himno de alabanza fue al-Baladhuri con su Kitab ansab al-ashraf (Libro de la genealogía de la nobleza), una colección de biografías. Otro importante diccionario biográfico fue comenzado por ibn Khallikan y ampliado por al-Safadi, y una de las primeras autobiografías significativas fue Kitab al-I'tibar, que trata de Usamah ibn Munqidh y sus experiencias guerreras en las Cruzadas.
Ibn Khurradadhbih, probablemente un oficial del servicio postal, escribió uno de los primeros libros de viajes, género que llegaría a ser popular en la literatura árabe con obras de ibn Hawqal, ibn Fadlan, al-Istakhri, al-Muqaddasi, al-Idrisi y, especialmente, con los famosos viajes de ibn Battutah. Estos proporcionarían una fascinante visión de las múltiples culturas de todo el mundo islámico, ofreciendo también perspectivas musulmanas sobre pueblos y gentes no musulmanes en los límites del imperio. Por lo demás, estas obras reflejan la importancia de la tradición en el pueblo musulmán e incluyen numerosos datos geográficos e históricos.
Varios escritores se concentraron únicamente en la historia, como al-Ya'qubi y al-Tabari; otros, por su parte, se centraron en periodos o aspectos concretos de esa historia, como es el caso de ibn al-Azraq, con una historia de la Meca, e ibn Abi Tahir Tayfur, al escribir una historia de Bagdad. El historiador considerado como el más grande del mundo árabe es Ibn Jaldún, cuya historia Muqaddimah se centra en la sociedad, constituyendo un texto fundacional de la sociología y la economía.

### Diarios
En la Edad de oro islámica, los diarios en árabe se escribieron desde antes del siglo X, aunque el diario medieval que más se parece al moderno es el de Ibn Banna del siglo XI. Su diario fue el primero en ser ordenado de acuerdo con las fechas (ta'rikh en árabe), algo muy próximo a los diarios modernos.

## Literatura de ficción

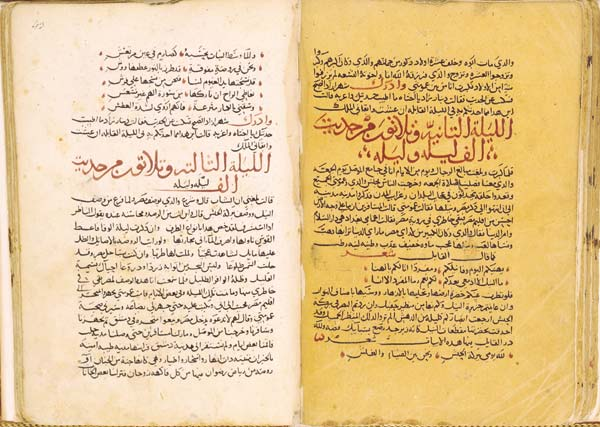
Versión árabe de las Mil y una noches, Kitab alf Layla wa layla ألف ليلة وليلة

En el mundo árabe se distingue perfectamente entre al-fusha (lengua culta) y al-ammiyyah (lengua común). Pocos escritores han escrito obras en esta al-ammiyyah o lengua común y se entiende, además, que la literatura tiene como objetivos la mejora y educación de la persona, antes que el puro entretenimiento. Esta concepción del hecho literario no restringió el papel del hakawati o contador de historias, que retendría las partes más ligeras de las obras serias o algunas de las muchas fábulas o cuentos populares árabes que normalmente no se ponían por escrito. 
No obstante, algunas de las primeras novelas de la literatura universal, incluso en el caso de novelas filosóficas, fueron escritas por autores árabes.

### Literatura épica

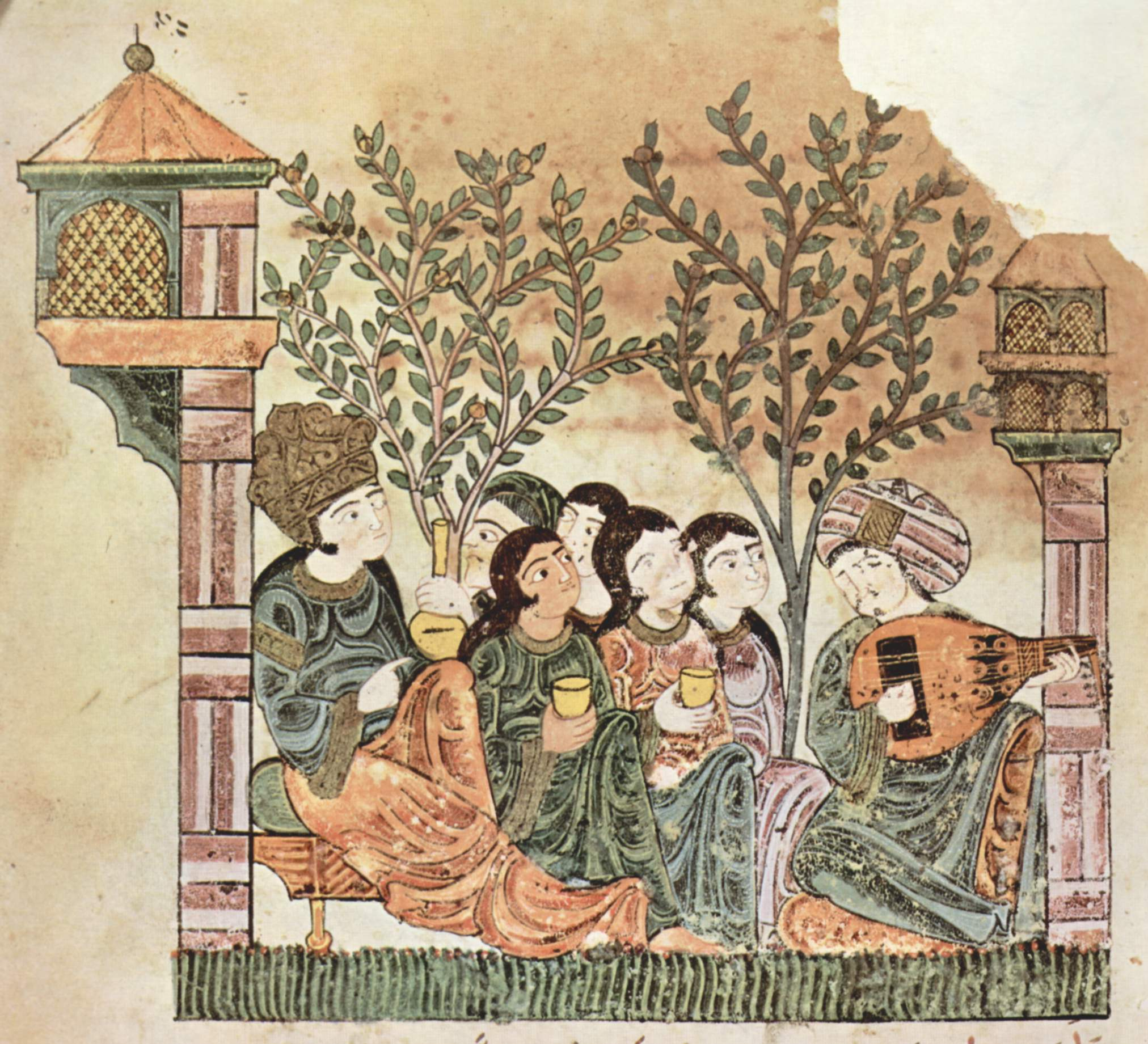
"Bayad toca el oud para las damas", Manuscrito árabe del del cuento Qissat Bayad wa Reyad

El ejemplo más famoso de literatura de ficción árabe es Las mil y una noches, que no solo es su obra más conocida sino la que todavía ejerce más influencia a la hora de mantener determinadas ideas que los no-árabes tienen sobre la cultura árabe. 
Aunque en un principio fuese considerada como árabe, la obra tiene un origen persa y las historias, por su parte, pueden tener sus raíces en la India. Un buen ejemplo de las carencias en ficción de la prosa árabe es que las famosas historias de Aladino y Alí Babá, habitualmente conocidas como parte de Las mil y una noches, no lo fueron en realidad en origen. Se incluyeron por primera vez en la traducción francesa de la obra por Antoine Galland quien las había oído contar por un cuentacuentos tradicional y que solo existían antes en manuscritos árabes incompletos. Simbad, por su parte, sí forma parte de la obra.
Las mil y una noches se clasifica normalmente como perteneciente al género de la literatura épica árabe. El género incluye colecciones de cuentos o episodios hilvanados para formar una historia más extensa. 
Las versiones existentes se escribieron después del siglo XIV, aunque muchas habían sido recogidas bastante antes y son probablemente de origen preislámico. Entre los distintos tipos de historias en estas colecciones se encuentran las fábulas de animales, los proverbios, las historias de jihad o propagación de la fe, cuentos humorísticos, cuentos morales, cuentos sobre el astuto estafador Ali Zaybaq y cuentos sobre el bromista Juha.
La Divina Comedia de Dante Alighieri, considerada la obra narrativa en verso más importante de la literatura italiana, contiene muchos rasgos y episodios sobre el futuro derivados de obras árabes sobre escatología islámica: el Hadith y el Kitab al-Mirach (traducido al latín en 1264, o poco después como Liber Scale Machometi, "The Book of Muhammad's Ladder") relativo a la ascensión de Mahoma al cielo, y los escritos espirituales de Ibn Arabi.

### Maqama

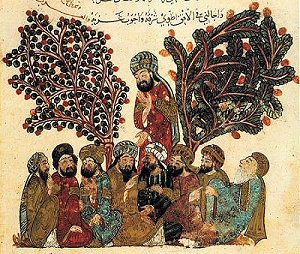
Maqamat Badi' al-Zaman al-Hamadhani, manuscrito del siglo IX

Probablemente creado por el escritor árabe al-Hamadānī en la segunda mitad del siglo X, el género narrativo de las maqāmas se caracteriza por el carácter divertido de los relatos, por la combinación de verso y prosa rimada, y por la abundancia de recursos estilísticos.

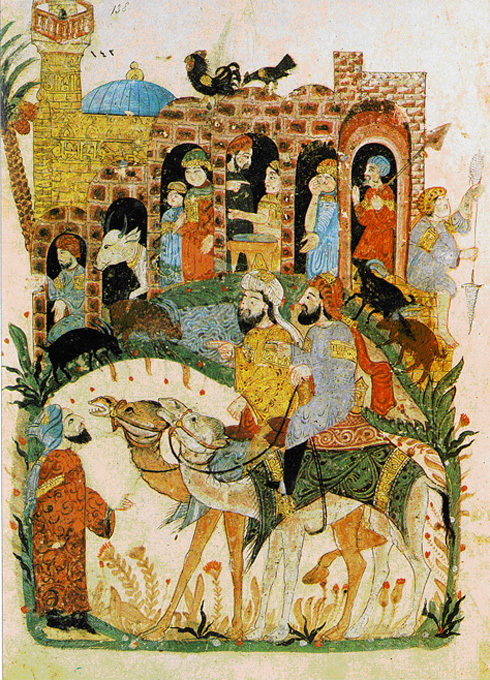
Cuadro de Yahya ibn Mahmud al-Wasiti que incluye Maqamat al-Hariri

La Maqama no solo difumina la separación entre prosa y verso, conformando una especie de prosa rimada, sino que aborda también un género a mitad de camino entre la ficción y la no ficción a través de una serie de narraciones cortas que son ficcionalizaciones de situaciones de la vida real, aproximándose así a diferentes ideas. 
Un buen ejemplo de esto es una maqama sobre el almizcle, que se propone comparar diferentes perfumes, pero que al final es una obra de sátira política en la que se compara a diferentes candidatos. La maqama hace uso también de la doctrina de badi, esto es, añadir deliberadamente complejidades para poder demostrar la habilidad del escritor con la lengua. Se trata de una forma increíblemente popular de la literatura árabe que llegó a ser una de las pocas formas que continuaron siendo escritas durante el declive de lo árabe en el siglo XVII y XVIII.

### Poesía romántica
Un famoso ejemplo de poesía árabe amorosa es Layla y Majnun, de la era Umayyad en el siglo VII. Se trata de una historia trágica de amor eterno parecida a la que se cuenta en Romeo y Julieta, obra que se inspira, precisamente, aunque en un pequeño grado, en una versión en latín de Layla y Majnun.
Hubo también varios elementos del amor cortés que se desarrollaron en la literatura árabe, especialmente las nociones de "amar por amar" y la exaltación de la amada, que se remonta en la literatura árabe a los siglos IX y X. La noción del poder ennoblecedor del amor fue desarrollado a comienzos del siglo XI por el psicólogo musulmán y filósofo Avicena, en su tratado árabe Risala fi'l-Ishq (Tratado sobre el amor). El elemento final del amor cortés, el concepto de amor como deseo nunca satisfecho se encuentra también implícito a veces en la poesía árabe.

### Teatro
El teatro en árabe ha sido solo visible en la era moderna. Probablemente considerado antes como literatura no legítima, no fue registrado por escrito casi nunca. Hay una antigua tradición de representación pública entre los musulmanes Shi'i de una obra que describe la vida y muerte de al-Husayn en la batalla de Karbala en el 680. Hay también varias obras compuestas por Shams al-din Muhammad ibn Daniyal en el siglo XIII, en donde menciona el uso que hace de obras antiguas como material para las suyas.
Los moros tuvieron una destacada influencia en las obras de George Peele y William Shakespeare. Algunas de sus obras representan caracteres moros, tal es el caso de The Battle of Alcazar de Peele y El mercader de Venecia, Tito Andrónico y Otelo, que representa a un moro como protagonista. Se dice que estas obras fueron inspiradas por varias delegaciones moras de Marruecos llegadas a la Inglaterra isabelina a comienzos del siglo XVII.

### Novelas filosóficas
Los filósofos islámicos árabes, Ibn Tufail (Abubacer) e Ibn al-Nafis, fueron pioneros en la escritura de novelas filosóficas. 
Ibn Tufail escribió la primera novela ficcional árabe Philosophus Autodidactus como respuesta a la novela de al-Ghazali' La incoherencia de los filósofos. Los siguió Ibn al-Nafis, que escribió la narración ficcional Theologus Autodidactus como respuesta a la obra de Ibn Tufail' Philosophus Autodidactus. 
Todas estas narraciones tienen protagonistas (Hayy en Philosophus Autodidactus y Kamil en Theologus Autodidactus) que son individuos autodidactas generados espontáneamente en una cueva y que viven recluidos en una isla desierta, siendo así los primeros ejemplos de historias centradas en tal localización. No obstante, aunque Hayy vive solo en la isla desierta durante la mayor parte de la historia de Philosophus Autodidactus (hasta que conoce al náufrago Absal), la historia de Kamil se desarrolla más allá de la isla en que se sitúa Theologus Autodidactus (cuando el náufrago vuelve con él a la civilización), desarrollando el tema de la adaptación a la misma en el paso a la mayoría de edad y, en ocasiones, apuntando formas de la narrativa de ciencia ficción.
Ibn al-Nafis describió su libro Theologus Autodidactus como una defensa del "sistema del islam y de las doctrinas de los Musulmanes sobre las misiones de los profetas, las leyes religiosas, la resurrección del cuerpo y las transitoriedad del mundo." Presenta argumentos racionales en pro de la resurrección del cuerpo y la inmortalidad del alama humana, usando tanto razones demostrativas como material del corpus hadith para probar su tesis. Más tarde, los intelectuales islámicos verían esta obra como una respuesta a la afirmación metafísica de Avicena y de Ibn Tufail en relación con que la resurrección del cuerpo no puede ser probada a través de la razón, una visión que fue pronto criticada por al-Ghazali. La obra de Ibn al-Nafis fue traducida al latín y al inglés como Theologus Autodidactus a comienzos del siglo XX.
Una traducción al latín de la obra de Ibn Tufail, titulada Philosophus Autodidactus, apareció por primera vez en 1671, preparada por Edward Pococke, el joven. La primera traducción al inglés de Simon Ockley fue publicada en 1708, al tiempo que las traducciones al alemán y danés. Estas traducciones inspiraron posteriormente a Daniel Defoe al escribir Robinson Crusoe, que también presenta el tópico narrativo de la isla desierta y que ha sido calificada como la primera novela en inglés.
Philosophus Autodidactus también inspiró a Robert Boyle, un conocido de Pococke, a escribir su propia novela filosófica situada en una isla, The Aspiring Naturalist, a finales del siglo XVII. La historia también anticipa el Emilio de Rousseau en algunos aspectos, y es también similar a la historia de Mowgli en el Libro de la selva de Rudyard Kipling, así como al personaje de Tarzán, en que un niño es abandonado en una isla tropical desierta donde es tomado a su cargo por una loba. 
Otros escritores europeos influenciados por Philosophus Autodidactus han sido John Locke, Gottfried Leibniz, Melchisédech Thévenot, John Wallis, Christiaan Huygens, George Keith, Robert Barclay, los Cuáqueros, y Samuel Hartlib.

### Ciencia ficción
Al-Risalah al-Kamiliyyah fil Siera al-Nabawiyyah (Tratado de Kamil sobre la biografía del profeta), también conocido como Theologus Autodidactus, escrito por el polígrafo árabe Ibn al-Nafis (1213-1288), es la más antigua muestra conocida de novela de ciencia ficción. Aunque se trata también de una historia centrada en una isla desierta y en el tema de la maduración personal, la novela contiene varios elementos de ciencia ficción como la generación espontánea, la futurología, la escatología del mundo, la resurrección y la vida después de la muerte. Antes que ofrecer explicaciones sobrenaturales o mitológicas a estos temas, Ibn al-Nafis intenta la explicación a través del conocimiento científico islámico de la época sobre biología, astronomía y geología. Su principal objetivo es, en este sentido, el ofrecer una enseñanza religiosa islámica en términos científicos y filosóficos.
Otros ejemplos de proto-ciencia ficción árabe fueron "The City of Brass" y "El caballo de ébano", historias que pertenecen a Las mil y una noches, las "Opiniones de los residentes de una espléndida ciudad" de al-Farabi, que trata de una sociedad utópica, y el cuento futurista de al-Qazwini Awaj bin 'Unaq, sobre un gigante que viajó a la tierra desde un planeta lejano.

## El declive de la literatura árabe
La expansión del pueblo árabe a lo largo del siglo VII y VIII lo llevaron a ponerse en contacto con una gran variedad de pueblos, lo que afectaría a su cultura. Lo más significativo para la literatura fue el contacto con la antigua civilización persa. 
Shu'ubiyya es el nombre del conflicto entre los árabes y los no árabes. Aunque produjo importantes debates entre especialistas de diversos estilos literarios, no fue un conflicto peligroso y tuvo más que ver con la forja de una única identidad cultural islámica. Bashshar ibn Burd, de origen persa, resumió su postura al respecto en unos pocos versos:
Nunca cantó canciones de camello detrás de una bestia costrosa,
ni perforó la amarca coloquíntida por el hambre escarpada
ni cogió un lagarto de la tierra y lo comió...
La herencia cultural del desierto, espacio propio de los árabes, continuó mostrando su influencia incluso aunque muchos especialistas y escritores se fuesen a vivir a las grandes ciudades árabes. Cuando Khalil ibn Ahmad enumeró las partes de la poesía llamó al verso en poesía bayt, tienda, y sabah, cuerda de tienda, al pie. Incluso durante el siglo XX esta nostalgia por la sencilla vida del desierto se reavivó de forma más o menos consciente.
Un lento resurgimiento de la lengua persa y una resituación del gobierno y de los principales centros del saber en Bagdad, redujeron la producción de la literatura árabe. Muchos temas y estilos árabes fueron adoptados en persa por autores como Omar Khayyam, Attar y Rumi todos claramente influidos por la literatura más primitiva. La lengua árabe retuvo en principio su papel predominante en la política y la administración, aunque el auge del imperio otomano la terminó por confinar solo a la religión. Al lado del persa, las principales variedades de las lenguas turcas dominarían la literatura de la región árabe hasta el siglo XX. No obstante, algunas influencias árabes siguieron siendo perceptibles.

## Literatura moderna
Un resurgimiento de la literatura árabe tuvo lugar durante el siglo XIX junto con una revitalización de la cultura árabe; a todo ello se le llama en árabe al-Nahda (النهضة), Renacimiento. Este resurgir de la escritura en árabe se limitó, principalmente, a Egipto hasta el siglo XX, cuando se expandió a otros países de la región. Este renacimiento no solo se percibió dentro del mundo árabe sino que también fuera del mismo, al cultivarse la traducción de obras árabes a varias lenguas europeas. Aunque el uso de la lengua árabe aumentó, muchos de los tropos de la literatura anterior que se usaron para adornarla y complicarla fueron abandonados. También las formas occidentales del relato y la novela se empezaron a preferir frente a las formas tradicionales de la literatura árabe.
Igual que en el siglo VIII, cuando la traducción de obras del griego antiguo y de otras literaturas ayudaron a vitalizar la literatura árabe, otro movimiento de similares características ayudó a proporcionar nuevas ideas y material para el mundo árabe. Un primer éxito fue El conde de Montecristo, que propició la aparición de varias novelas históricas con temas árabes. Dos traductores importantes fueron Rifa'ah al-Tahtawi y Jabra Ibrahim Jabra.
Los grandes cambios políticos en la región de mediados del siglo XX causaron problemas a los escritores. Muchos sufrieron la censura y otros como Sun'allah Ibrahim y Abdul Rahman Munif fueron encarcelados. Al mismo tiempo, otros que habían escrito obras apoyando o elogiando a ciertos gobiernos fueron elevados a cargos de autoridad dentro de instituciones culturales. Los escritores de no-ficción y los académicos provocaron también polémicas y críticas con el objeto de reconfigurar la política árabe. Algunas de las obras más conocidas son The Future of Culture in Egypt de Taha Hussein, importante obra del nacionalismo egipcio, y las de Nawal el-Saadawi a favor de los derechos de la mujer.
Según un informe de Naciones Unidas, la producción literaria de los países árabes está por debajo de la media mundial. En 1996 no sobrepasó los 1945 títulos, lo que representaba sólo el 0.8 % de la producción mundial.

### Novelas árabes modernas
Característico del periodo nahda de revival fueron dos tendencias. El movimiento neo-clásico aspiró a redescubrir las tradiciones literarias del pasado, y fue influido por géneros literarios tradicionales como la maqama y las Mil y una noches. Por el contrario, el movimiento modernista comenzó traduciendo obras de la literatura occidental, principalmente novelas, al árabe.
Los autores individuales en Siria, Líbano y Egipto crearon obras originales a partir de la imitación de maqamas clásicos. El más importante de estos escritores fue al-Muwaylihi, cuyo libro, El Hadith de Issa ibn Hisham (حديث عيسى بن هشام), criticaba a la sociedad egipcia de la época de Ismaíl. Esta obra constituye el primer paso en el desarrollo de la novela moderna en árabe. Este camino fue seguido por Georgy Zeidan, un escritor libanés cristiano que emigró con su familia a Egipto tras los disturbios de Damasco de 1860. A comienzos del siglo XX, Zeidan serializó sus novelas históricas en el periódico egipcio al-Hilal. Fueron novelas extraordinariamente populares gracias a la claridad de su lenguaje, estructura sencilla y la vívida imaginación del autor. Otros dos escritores importantes de este periodo fueron Khalil Gibran y Mikha'il Na'ima, que incorporaron inquietudes filosóficas a sus obras en el marco de la literatura del Mahyar.
Sin embargo, la crítica literaria no considera a las obras de estos cuatro autores como verdaderas novelas, sino más que nada indicios de la forma que la novelística moderna debería adoptar. Muchos de los críticos señalan a Zaynab, novela de Muhammad Husayn Haykal, como la primera verdadera novela en lengua árabe, aunque otros se decantan por Adraa Denshawi de Muhammad Tahir Haqqi.
Un tema común en la novelística árabe moderna es el estudio de la vida familiar, con obvias resonancias con la más amplia familia del mundo árabe. No obstante, muchas de las novelas habían sido incapaces de situar los conflictos de la región, con la guerra y la política, como telón de fondo de los dramas familiares a pequeña escala, hasta que las obras de Naguib Mahfuz, que sitúan los conflictos vitales en El Cairo, lo hacen con enorme profundidad. Su Trilogía del Cairo, que describe las vicisitudes de una familia cairota a lo largo de tres generaciones, le hizo ganar el Premio Nobel de Literatura en 1988. Fue el primer escritor árabe en conseguir ese premio.

### Teatro moderno
El teatro árabe moderno empezó a escribirse en el siglo XIX, principalmente en Egipto y con influencias y a imitación de obras francesas. No fue hasta el siglo XX que comenzó a desarrollarse un estilo árabe característico y a ser así reconocido en todas partes. El dramaturgo árabe más importante fue Tawfiq al-Hakim cuya primera obra fue una reelaboración de la historia coránica de Los siete durmientes y la segunda un epílogo para Las mil y una noches. Otros dramaturgos importantes de la región fueron Yusuf al'Ani de Irak y Saadallah Wannus de Siria.

## La mujer en la literatura árabe
Aunque no hayan tenido un papel importante en la literatura árabe, su presencia ha sido continuada. Las primeras poetas fueron al-Khansa y Layla al-Akhyaliyyah, del siglo VII. Su concentración en el cultivo de la ritha', elegía, sugiere que esta forma fue designada para que fuese cultivada por mujeres. Otra poeta, Walladah, princesa Umawi de al-Ándalus, escribió poesía sufí y fue amante del poeta ibn Zaydun. Estas y otras escritoras menores sugieren un mundo oculto de literatura femenina. 
Por otro lado, las mujeres han desempeñado un importante papel como personajes en la literatura árabe, como se ve en Sirat al-amirah Dhat al-Himmah una obra épica árabe con una mujer guerrera como protagonista principal y con el caso de Scheherezade, contadora de historia en Las mil y una noches para salvar su vida.
La literatura árabe moderna ha llevado a un gran número de mujeres a publicar sus obras: Nazik al-Malaika, May Ziade, Fadwa Touqan, Suhayr al-Qalamawi, Ulfat Idlibi, Layla Ba'albakki y Alifa Rifaat son algunas de las narradoras y poetas más relevantes. Ha habido también un importante número de investigadoras, como Zaynab al-Ghazali, Nawal el-Saadawi y Fatema Mernissi que, entre otros temas, han escrito sobre el lugar de la mujer en la sociedad musulmana.

### DelsigloXIXa la Segunda Guerra Mundial
En el mundo árabe siempre hubo mujeres que han hecho el intento de reivindicar sus derechos, pero nunca se ha hecho como un colectivo hasta la Nahda (Renacimiento o Despertar árabe) durante la segunda mitad del siglo XIX y  principios del XX. En esta época las mujeres se dieron cuenta de los fuertes vínculos entre lo literario, lo cultural, lo social y lo político, y que el movimiento literario era clave para liberar la conciencia colectiva de las normas tradicionales que habían impedido su progreso.
Los hombres también comenzaron a reconocer la importancia de la emancipación de las mujeres para la liberación nacional y el desarrollo en este momento, y no hay duda de que el aumento de las interacciones entre los intelectuales masculinos y femeninos dentro de los círculos literarios hizo una contribución inestimable. Uno de los primeros hombres en escribir sobre la liberación de las mujeres fue Qāsim Amin, una influyente figura literaria de comienzos del siglo XX, que abogó por la emancipación de las mujeres por el Renacimiento árabe, al igual que al-Tahtawi. Es interesante observar que ambos hombres frecuentaban el salón de Mayy Ziyadah en El Cairo. Así, el deseo de las mujeres de emanciparse y los sueños nacionalistas de los hombres se convirtieron en la piedra angular del avance de la sociedad.
May Ziade fundó en 1912 uno de los salones literarios más famosos del mundo árabe durante la segunda y la tercera década del siglo XX. El salón se convirtió en un lugar de encuentro entre mujeres y hombres pertenecientes al mundo de la literatura, origen de debates intelectuales de gran calado en la sociedad y la política de la época. May forma parte de un grupo de mujeres pioneras del modelo de Modernidad de comienzos del siglo XX. Estas mujeres, instruidas en escuelas extranjeras, políglotas y activas intelectualmente, son asiduas columnistas de la prensa diaria, donde plantean los debates sociales en torno al tema de la mujer, consiguiendo logros sociales para este colectivo de gran alcance. Estas mujeres articularon el feminismo dentro del modernismo islámico y del nacionalismo secular. Además de esto, influyeron en la construcción de un nuevo pensamiento árabe y en la reformulación de la lengua de sus antepasados.
Además de los salones creados en esa época, la tradición de la prensa también se unió a la reivindicación femenina, ya que surgieron diversas revistas en el mundo árabe escritas por mujeres en las que reivindican sus derechos. Las primeras revistas mensuales se publicaron en Egipto: al-Fatah, 1892 por Hind Nawfal, y al-'Arous (La Novia), publicada por Mary 'Ajami.

### sigloXXI
La literatura femenina contemporánea en árabe ha sido fuertemente influenciada por la diáspora de hablantes de árabe, que han producido escritos no solo en árabe, sino también en otros idiomas, predominantemente en inglés, francés y alemán. Internet también es importante: Es entre la generación más joven de poetas que Internet se ha convertido en una plataforma para crear colecciones y compartir poesía. Algunos de estos poetas tienen sus propios sitios web, mientras que otros están incluidos en cada vez más antologías web publicadas por jóvenes geeks informáticos árabes dedicados a la construcción de archivos web para la poesía árabe y la historia poética. De manera similar, el tratamiento crítico de la poesía de estas mujeres, aunque ya está bien establecido en recursos en línea y sitios web para importantes publicaciones en papel en todo el mundo árabe, aún tiene que producir medios críticos claramente definidos para articular los valores emergentes de la poesía, medir el valor crítico de algunas de estas nuevas producciones, y para alentar la producción de poesía de mujeres árabes, que tendrá peso, profundidad y aclamación comparable al trabajo de algunos de los principales poetas árabes masculinos de nuestros días.
Hoy en día las mujeres árabes tienen un papel importante e influyente que queda patente a través de la literatura de autoras como Najat Al-Hachmi, Badia Hadj Nasser, Nonie Darwish, Rayá Alsanea, Salwa Al Neimi, Raya Alem, Susan Abulhawa, Rima Bali y muchas más. Algunas de ellas escriben en diferentes lenguas: catalán, castellano, inglés, árabe o francés, sobre todo las que no residen en su país de origen. Los temas suelen ser críticas sociales, los derechos de la mujer, la erótica, la identidad, la tradición árabe y la influencia occidental.

## Crítica literaria
La crítica ha sido inherente a la literatura árabe desde sus comienzos. Los festivales de poesía del periodo preislámico, con frecuencia, enfrentaban a parejas de poetas entre sí en una especie de guerra de versos en la que debían esforzarse en ganarse a la audiencia. El tema adoptó un estatus más oficial con el estudio islámico del Corán. 
Aunque en teoría una práctica tan prosaica como la crítica literaria poco podría hacer con una obra i'jaz, inimitable o divinamente inspirada, el análisis fue permitido. Este estudio se permitió para comprender mejor el mensaje y facilitar la interpretación en un uso práctico, todo lo cual ayudó al desarrollo de un método crítico importante para obras posteriores en otros tipos de literatura. En cualquier caso, la crítica literaria árabe ha considerado tradicionalmente solo un determinado tipo de obras como apropiada para su estudio.
Algunos de los primeros estudios sobre poesía fueron Qawa'id al-shi'r, Reglas de la poesía, de Tha'lab y Naqd al-shi'r, Crítica de la poesía, de Qudamah ibn Ja'far. Otras obras tendían a continuar la tradición de comparar a dos poetas para determinar cuál seguía mejor las normas de la estructura de la poesía clásica. El plagio entró también a formar parte del conjunto de intereses de estudio de los críticos. Las obras de al-Mutanabbi fueron especialmente estudiadas en relación con este asunto. Fue considerado por muchos como el más grande de los poetas árabes pero su arrogancia lo llevó a enemistarse con otros poetas y a que estos buscasen las fuentes de su poesía. Hubo también numerosas recopilaciones que detallaban las distintas figuras retóricas y guías para escribir.
En un primer momento la crítica moderna comparaba las nuevas obras, desfavorablemente, con los ideales clásicos del pasado, pero estos estándares fueron pronto rechazados por artificiales. La adopción de las formas de la poesía romántica europea significó la introducción de los correspondientes estándares críticos. Taha Hussayn, él mismo buen conocedor del pensamiento europeo, desafió el análisis tradicional del Corán con uno más moderno a través del cual señalaría la huella de las ideas e historias tomadas prestadas de la poesía preislámica.

## La literatura árabe vista desde fuera
La literatura árabe ha sido durante mucho tiempo desconocida fuera del mundo islámico. Lo árabe se ha comportado frecuentemente tanto como una cápsula temporal en la que se han preservado formas literarias de la antigüedad, redescubiertas en la Europa del Renacimiento, como un conducto para transmitir la literatura de regiones distantes. En este papel, más que leída has sido retraducida en otras lenguas de amplia difusión como el latín. Una de las primeras traducciones importantes de la literatura árabe fue la traducción del Corán de Robert de Ketton en el siglo XII, aunque no sería hasta el siglo XVIII que la mayor parte de la diversa literatura árabe fue conocida, debido especialmente a arabistas como Forster Fitzgerald Arbuthnot y libros suyos como Arabic Authors: A Manual of Arabian History and Literature.
La traducción de Antoine Galland de Las mil y una noches fue la primera gran obra en árabe que consiguió éxito fuera del mundo musulmán. Otros traductores importantes fueron Friedrich Rückert y Richard Burton, junto con varios trabajos salidos de Fort William, India. Las obras árabes y muchas otras de lenguas orientales provocaron una gran fascinación por el Orientalismo en Europa. Obras foráneas fueron especialmente populares, aunque fuesen censuradas en su contenido, en especial referencias homosexuales, que no eran permitidas en la época victoriana. Por lo demás, muchas de las obras elegidas por los traductores ayudaron a consolidar determinados estereotipos acerca del mundo árabe.

## Autores destacados

### Poesía
- Imrū-l-Qays (c. 501 - c. 544), poeta preislámico, autor de la primera Mu'allaqa
- Al-Farazdaq (c. 641 - c. 729)
- Jarir ibn Atiyah (c. 650 – c. 728)
- Al-Khansa (escritora del siglo VII)
- Asma bint Marwan (escritora del siglo VII)
- Bashar ibn Burd (714-784)
- Abu Nuwas (756-815)
- Abu Tammam (c. 805 – c. 845)
- Al-Buhturi (c. 820 –897)
- Ibn al-Rumi (836-896)
- Al-Mutanabbi (915-965)
- Ibn Darrach (958-1030)
- Ibn Šuhayd (992-1035)
- Ibn Zaydun (1003-1070)
- Ibn Ammar (1031-1086)
- Al-Mu'tamid (1040-1095)
- Ibn Jafaya (1058-1138)
- Ibn Quzman (1078-1160)
- Al-Tutili, el Ciego de Tudela (m. 1126)
- Ibn al-Farid (1181-1235)

Véase también:
- Lista de poetas en lengua árabe
- Taghribat Bani Hilal, poema épico.

### Prosa

#### Histórica
- Abu'l-Hasan al-Mada'ini (n. 753 - m. luego del 830), historiador de la conquista musulmana del Asia Central.
- Antara Ibn Shaddad al-'Absi, héroe y poeta árabe preislámico (fl. 580 CE).
- Ibn Abd al-Hakam (ca. 803 u 805 – 871), compilador e historiador egipcio.
- Muhammad alqasim al-Hariri (1054–1122)
- Al-Jahiz (776–869)
- Muhammad al-Nawaji bin Hasan bin Ali bin Othman, místico cairota, Sufí y poeta (1383?–1455)
- Ibn Tufail (también filósofo).
- Sayf ibn Umar (m. luego de 786), compilador e historiador.

#### Moderna
- Naguib Mahfuz, (1911-2006) Premio Nobel de Literatura (1988), famoso por la Trilogía del Cairo.
- 'Abbas Mahmud Al-Aqqad, pensador y escritor egipcio.
- Zakaria Tamer, escrito sirio, relevante por sus cuentos.
- Tayeb Salih, escritor sudanés.
- Abdul Rahman Munif
- Hanna Mina, novelista sirio.
- May Ziadeh, escritora pionera.
- Ahlam Mosteghanemi, primera mujer argelina que publicó en inglés.
- Hanan al-Shaykh, escritora libanesa controvertida, autora de "The Story of Zahra".
- Ghassan Kanafani, escritor y activista político palestino.
- Elias Khoury, novelista libanés.
- Sonallah Ibrahim, novelista egipcio de izquierdas.
- Gibran Khalil Gibran, poeta y filósofo libanés (1883-1931).
- Sahar Khalifeh, novelista palestina, originaria de Nablus.
- Ulfat Idilbi, novelista siria.